# Romblonella yapensis
Romblonella yapensis är en myrart som beskrevs av Smith 1953. Romblonella yapensis ingår i släktet Romblonella och familjen myror. Inga underarter finns listade i Catalogue of Life.